# Eva Sjöstrand
Eva Birgitta Sjöstrand, född 16 februari 1958, är en svensk författare, kulturreporter och radiojournalist.

## Biografi
Efter examen vid Journalisthögskolan i Stockholm 1978 var Sjöstrand anställd där som lärarassistent åt Bengt Nerman och sedan som reporter på Gotlands Tidningar fram till 1990. Efter inhopp vid Utbildningsradion flyttade hon över till Sveriges Radio Gotland, som ansvarig för program som Kulturkväll och Sladarstunden. Sedan 1999 är Sjöstrand är producent och radioröst i Sveriges Radio P2 i program som Entré, Vågor, Mimer, Aurora, Klassisk förmiddag, P2 Dokumentär och sedan 2012 Lördagsmorgon i P2. Den 8 juni 2013 producerade hon den unika klockkonserten Klockrent på alla Gotlands kyrkklockor, en idé av Eva Sjöstrand och etnologiprofessor Owe Ronström, en komposition av Karin Rehnqvist och Claes Holmgren som ledde fram till vinst i Prix Italia och ett hedersomnämnande vid Prix Europa i Berlin.
Hon har gett ut ett flertal böcker framför allt om Gotland samt skrivit ett tiotal pjäser, texter till musikdramerna Volund, Utlottningen och Samma Ull med musik av Jan Ekedahl och motiv från gotländsk historia. Hon har gjort en musikpjäs för Länsteatern/Riksteatern om jazzmusikern Lars Gullin och ett drama om stenarbetarlivet på norr, Hide – ett rockdrama med musik av Peder af Ugglas. Sjöstrand medverkar i antologier som Den svenska högtidsboken och Ord som lyser. För radio har hon bland annat skrivit pjäser om gården Fritsarve.
Sjöstrand är anlitad konferencier, föreläsare och moderator. Hon har introducerat ett par föreställningar vid Dansens Hus i Stockholm och modererat seminarier om Elisabet Hermodson och Harry Martinson vid Göteborgs universitet. 2001-2012 hade hon ett 70-tal uppdrag som konferencier vid Gotlandsmusiken. 2015 producerade hon och ledde invigningen av den första Gotland Art Week, detsamma 2016. 2019 ingick hon i juryn för Årets Kulturtidskrift. Hon är körsångare i Allmänna Sången Visby, spelar primbalalajka i Gotlands Balalajkaorkester. Eva Sjöstrand är gift med journalisten Henrik Wallenius, radioröst i Sveriges Radio Gotlandssändningar.

## Utmärkelser
- Belöning för gedigna folkbildningsinsatser av Kungl. Gustav Adolfs Akademiens fond för svensk folklivsforskning 2023[4]
- Sångsällskapet NS Lyra-pristagare 2019[5]
- Hedersledamot av Harry Martinson-sällskapet 2018[6]
- Hedersomnämnande Prix Europa i Berlin 2014
- Prix Italia 2014
- Gotlands Tidningars GTs kulturpris 2012[7]
- Lars Gullin-sällskapets Hedersmedalj 2009[8]
- Gotlands kommuns kulturpris 2004[9]
- Sveriges Radios språkpris 2002[10]